# Ibuga
Ibuga ist ein Bezirk (Ward) des Distriktes Muleba in der tansanischen Region Kagera.

## Geografie
Ibuga liegt im Nordwesten von Tansania westlich des Victoriasees. Die Fläche des Bezirks beträgt 37,24 Quadratkilometer, bei der Volkszählung 2022 wohnten 12.889 Menschen in 3092 Haushalten.

## Gliederung
Der Bezirk besteht aus vier Gemeinden (Mtaa) mit 15 Orten (Kitongoji):
| Bulembo - Bulembo - Butoro - Bungezi - Katoma | Bunywambele - Bugoma - Bute - Bubanda - Rwanga | Rwanda - Busingo A - Busingo B - Butundu - Kyamawa | Rutenge - Kashekuro - Buhingo - Kigurwe |

## Infrastruktur
- Bildung: Die Ibuga Secondary school ist eine 2006 gegründete staatliche Tagesschule, die Jugendliche bis zur 4. Stufe ausbildet.[6]
- Gesundheit: Im Bezirk gibt es weder ein Gesundheitszentrum noch eine Apotheke (Stand 2024). Nur wenige hundert Meter nördlich der Bezirksgrenze liegt das Kamachumu-Gesundheitszentrum.[7][2]